# Tompaládony
Tompaládony é um município da Hungria, situado no condado de Vas. Tem 9,44 km² de área e sua população em 2015 foi estimada em 296 habitantes.